# 荘川村立荘川小学校野々俣分校
荘川村立荘川小学校野々俣分校 （しょうかわそんりつ しょうかわしょうがっこう　ののまたぶんこう）は、かつて岐阜県大野郡荘川村（現・高山市）に存在した公立小学校の分校。

## 概要
- 荘川村立荘川小学校の分校であり、現在の高山市荘川町野々俣が校区であった。1968年休校。1970年廃校。
- 校舎は野々俣公民館として使用された。2018年現在、校舎は現存せず、跡地は下野々俣公民館となっている。

## 沿革
- 1901年（明治34年）1月 - 冬季分校（1～3月）として荘川尋常小学校野々俣分教場を設置。
- 1915年（大正4年） - 通年の分教場となる。尋常科1～4年の児童が通学する。
- 1938年（昭和13年） - 旧・荘川尋常小学校校舎を移築する。
- 1941年（昭和16年）4月1日 - 荘川第一国民学校野々俣分教場に改称する。
- 1947年（昭和22年）4月1日 - 荘川村立荘川小学校野々俣分校に改称する。
- 1968年（昭和43年） - 休校。
- 1970年（昭和45年）3月 - 廃校。